# Yada'il Bayyin I. (Hadramaut)
Yada'il Bayyin I. (altsüdarabisch ydʿʾl byn), Sohn des Sumhuyafa', war ein König von Hadramaut. Er regierte um oder kurz nach 350 v. Chr.
Yada'il Bayin I. ist von zwei Inschriften bekannt. Eine von diesen, die in dreifacher Ausführung erhalten ist, erinnert an den Bau einer Mauer in Mayfa’at unter Yada'il Bayin, Sohn des Sumhuyafa und unter Ilsama' Dhubyan, Sohn des Malikkarib, den beiden Königen von Hadramaut. Diese beiden Herrscher regierten also gemeinsam, wobei Yada'il Bayin zuerst genannt wird und deshalb wohl der ältere war. Die andere Inschrift stammt aus Schabwat und berichtet vom Bau eines Gebäudes im Auftrag des Yada'il Bayyin.